# Poggyászkocsi
A poggyászkocsi a vasúti személyszállítás egyik kiegészítő eszköze. Feladata a vasútra poggyászként feladott csomagok, küldemények tárolása és védelme a továbbítás időtartama alatt.

## A típus jellege
Az UIC besorolása szerint poggyászkocsinak azok a személyszállításban közlekedő járművek minősülnek, amelyeknek esetében a pályaszám ötödik számjegye 8 (poggyászszakaszos kocsi) vagy 9 (poggyászkocsi). A hagyományos poggyászkocsik és kerékpárszállító kocsik betűjele D, az autószállításra használt emeletes poggyászkocsiké DD.
A poggyászkocsi tartozéka ugyan a személyszállításnak, de berendezése nem alkalmas utasok szállítására. Belső tere elsősorban a feladott csomagok tárolását és biztonságát szolgálja, így nincsenek benne fülkék vagy ülések. A hagyományos kocsi elrendezése lehet termes vagy oldalfolyosós. Előbbi esetben a kocsi nem tagozódik helységekre, az utasok akár át is járhatnak rajta. Az oldalfolyosós elrendezés esetén a folyosót egy fal választja el a csomagtértől, a kocsin áthaladó utasok pedig a szállított csomagokkal nem is találkoznak. A csomagtér egyes részei rácsokkal leválaszthatók és elzárhatók, megakadályozva ezzel az illetékteleneknek a csomagokhoz történő hozzájutását. A csomagtér szükség esetén a falon lévő lehajtható polcokkal is bővíthető, hogy a küldeményeket ne kelljen egymásra pakolni. Az ablakokat a szállított csomagok védelme érdekében rácsokkal szerelik fel. A kocsi mindkét oldalán nagy méretű tolóajtók találhatók, amely a nagyobb méretű küldemények átrakodását segítette. A régi típusú poggyászkocsikból épültek a kerékpárszállító kocsik, ezeknek belső elrendezése igen hasonlít a hagyományos poggyászkocsikéhoz.
Szintén poggyászkocsinak minősülnek az autószállító kocsik. Az autószállító kocsik zömében a tehervasúti üzemágtól átvett, személyszállító jelzésekkel ellátott tehervagonok, amelyeket a DD fősorozatba soroltak be. A nyitott, tető és oldalfalak nélküli jármű nem csak arra alkalmatlan, hogy utasok tartózkodjanak rajta, de a hagyományos csomagok sem szállíthatók vele, mivel nem véd a csapadéktól. Az ilyen kocsit a vonat indulása előtt el kell hagyni, menet közben oda belépni nem lehet.

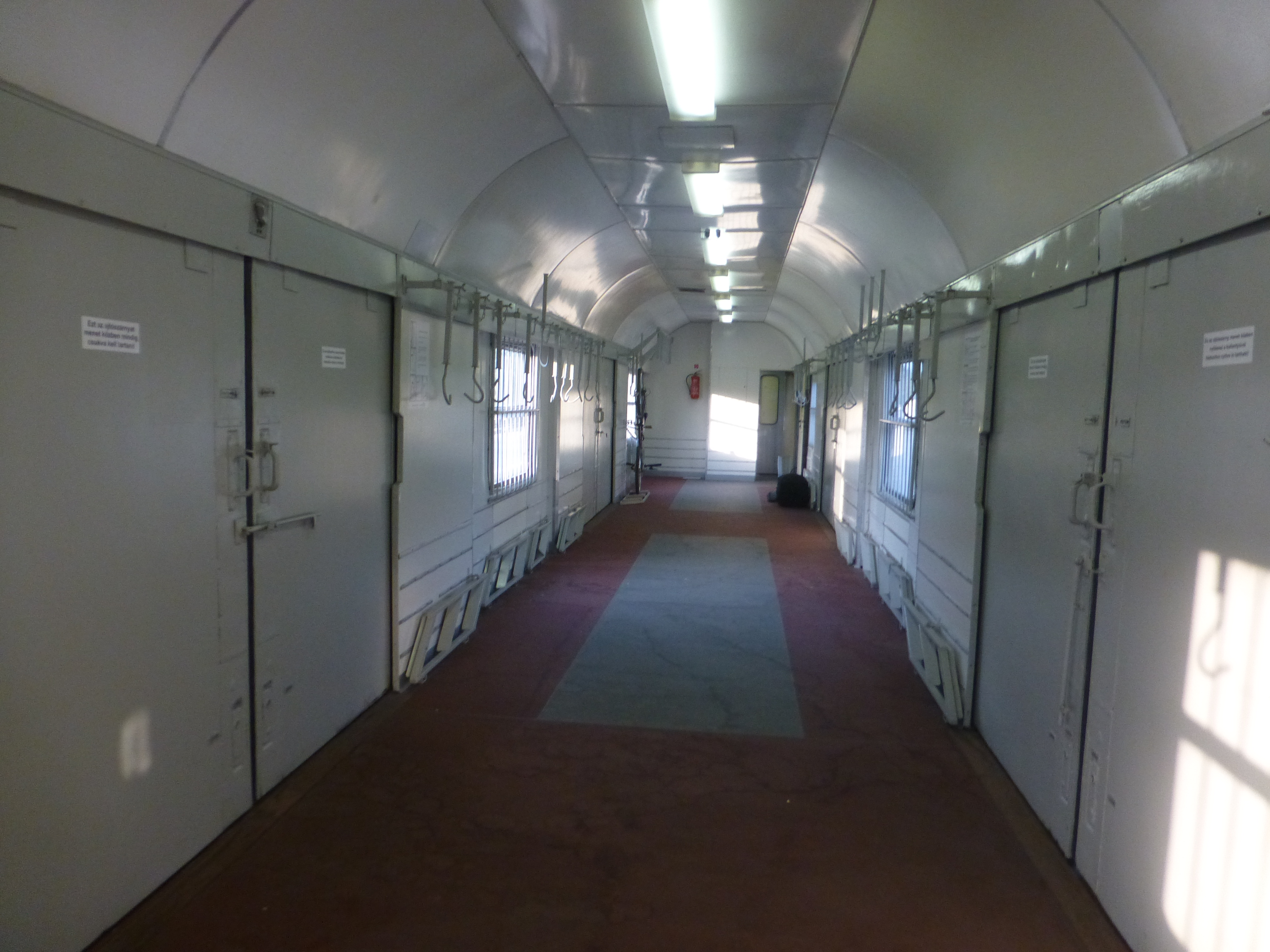
Termes poggyászkocsi belső tere
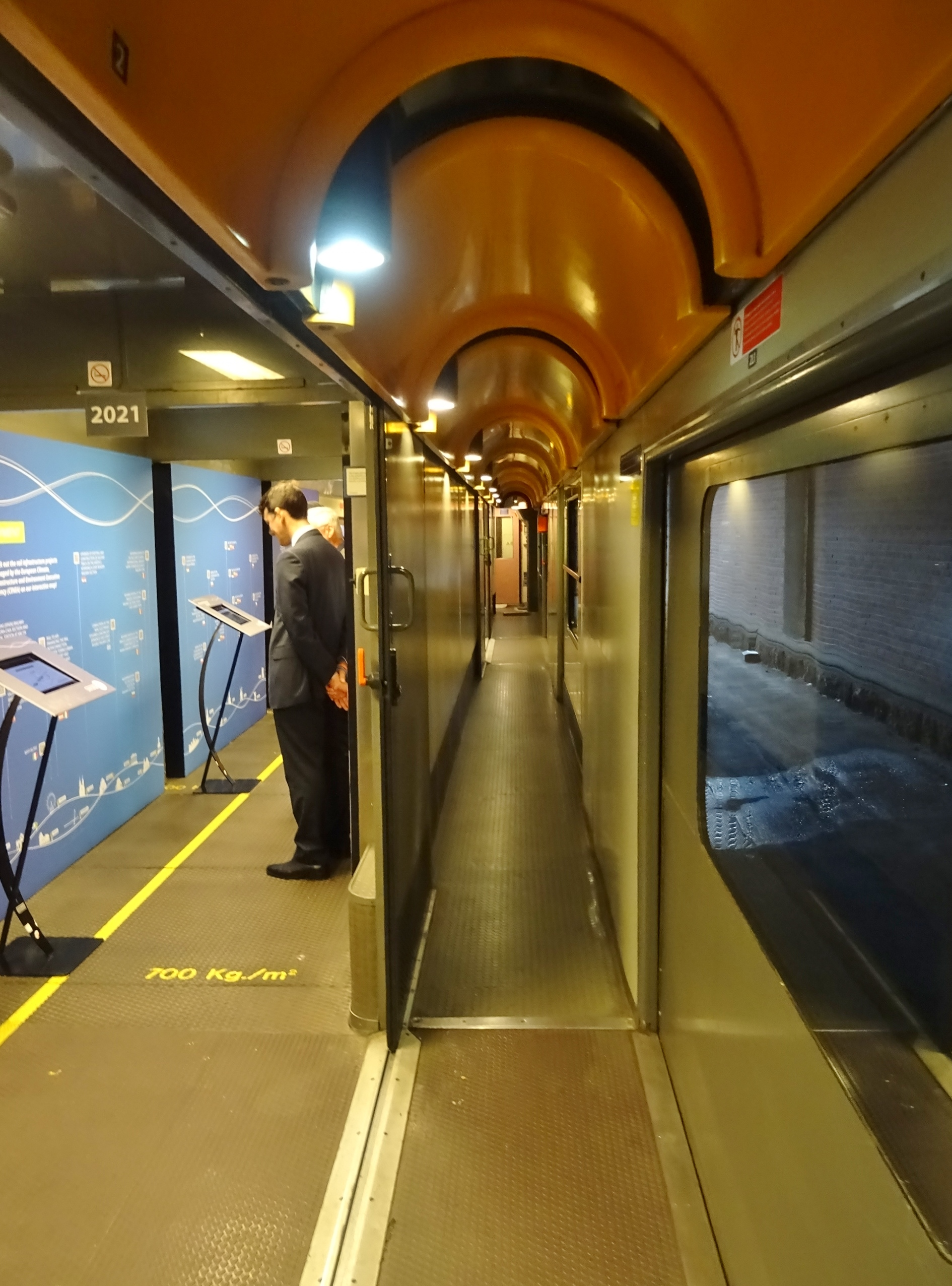
Oldalfolyosós kocsi
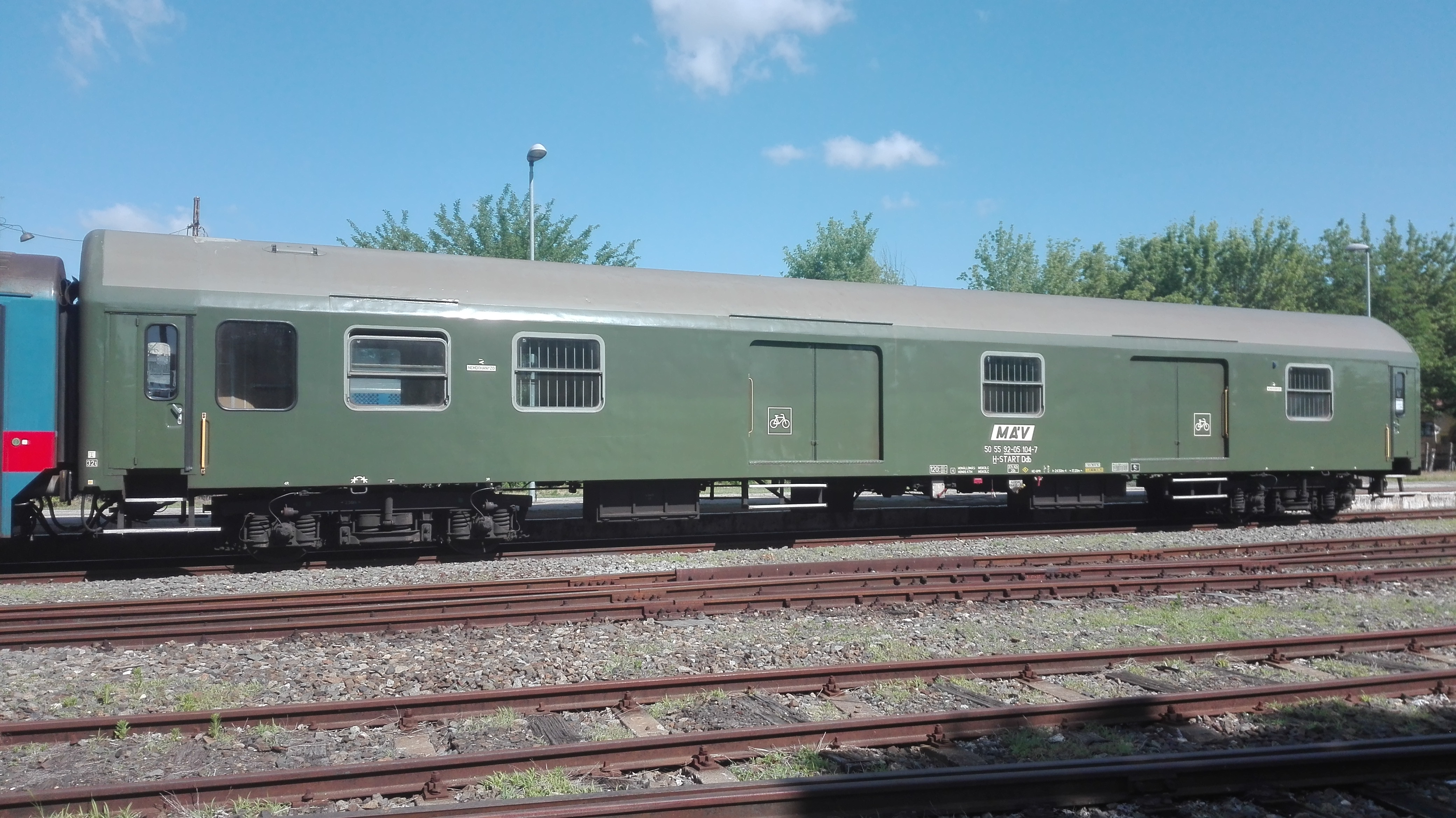
Hagyományos poggyászkocsi
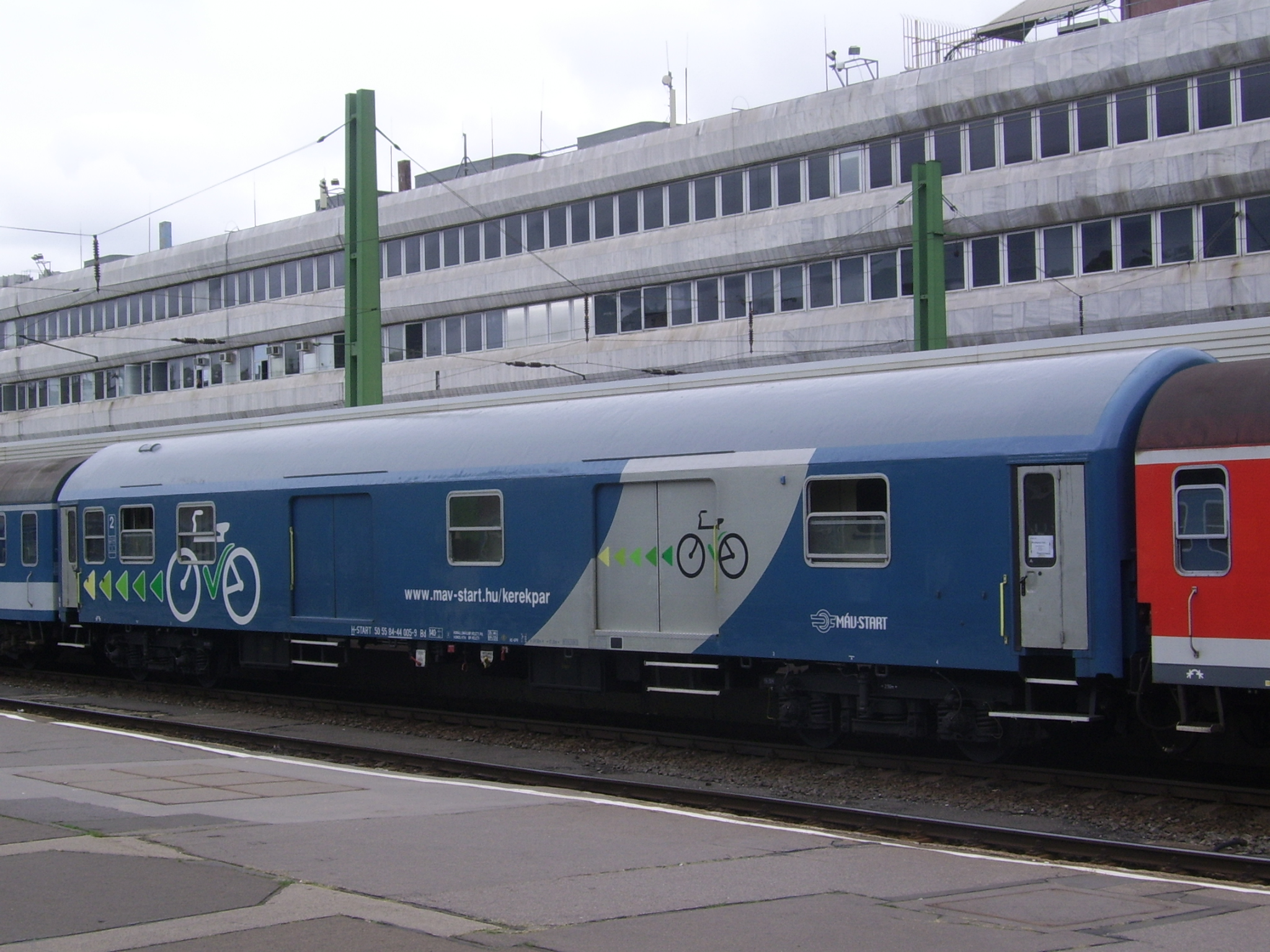
Kerékpárszállításra átépített poggyászkocsi
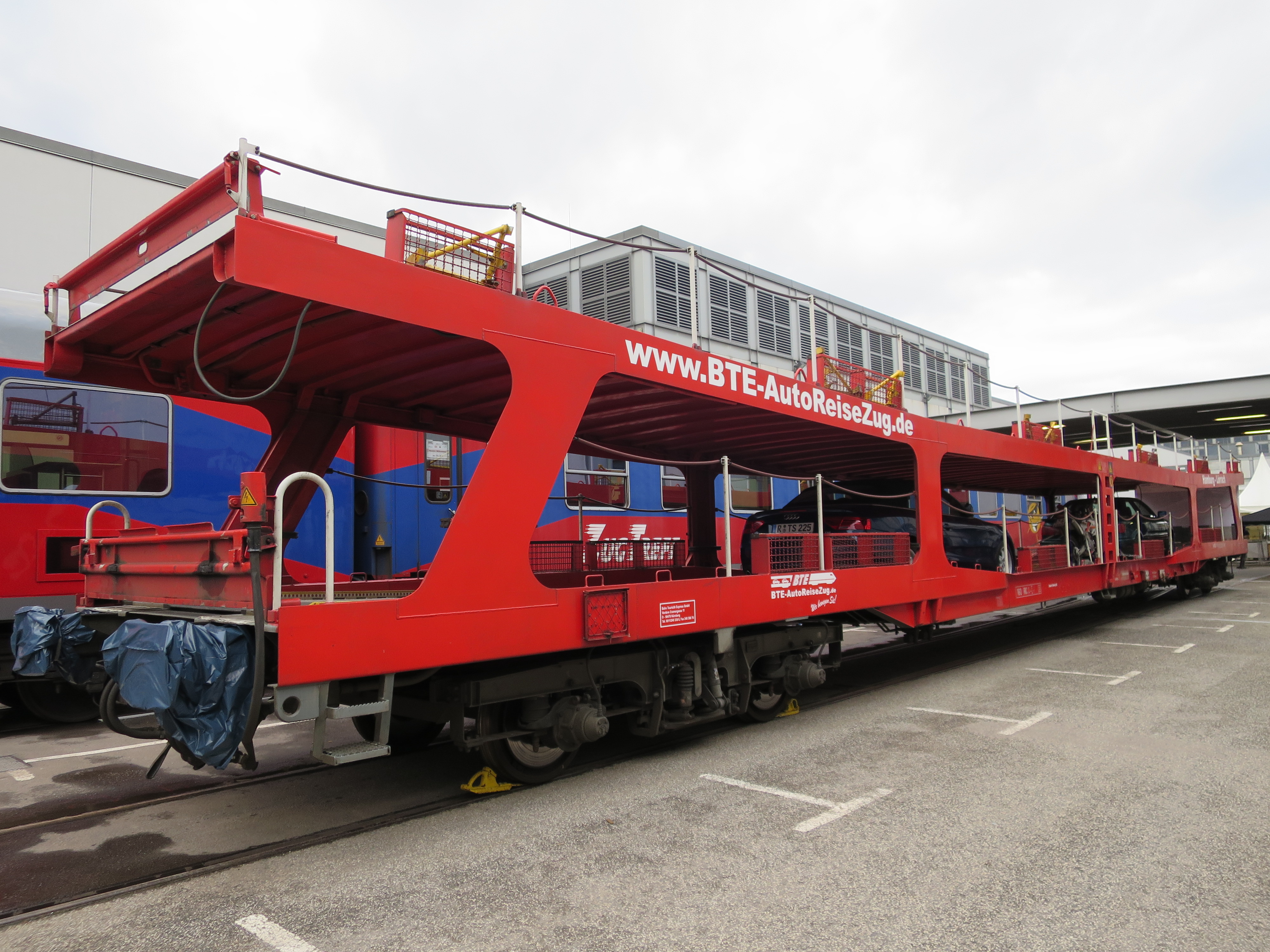
Német autószállító kocsi

## A poggyászkocsik üzeme

### Hagyományos poggyászkocsik
A hagyományos poggyászkocsi egy összetett csomaglogisztikai szolgáltatás központi eleme volt. A régi menetrendekben a poggyászkocsival közlekedő vonatokat bőrönd piktogrammal jelölték, a kocsik működését nemzetközi szerződések szabályozták. A poggyász önálló útja a pályaudvari poggyászpénztárban kezdődött, ahol az utas azt útipoggyászként feladta. Feladáskor küldeményekre poggyászjegy került, amelyen feltüntették a célállomást. Innen kézikocsin vagy targoncán szállították a poggyászkocsihoz. A kocsiban a vonatszemélyzet legalább egy tagja foglalt helyet, aki a küldeményeket az állomásokon felvette és a kocsiban elhelyezte, majd az utazás időtartama alatt azokat felügyelte. A poggyászkocsi kalauza az államhatárok átlépésekor segítette a határőrök és a vámosok munkáját, részükre a küldemények iratait átadta. A megfelelő állomáson az oda címzett küldeményeket leadásra előkészítették, illetve a vonatról az érte jelentkező utasnak, vagy a helyi poggyászkezelőnek leadták. Ha jelentős számú küldemény volt, akkor munkáját a kocsiban tartózkodó munkatárs segítette. Az 1990-es évekig a poggyászkocsik rendszeresen továbbítottak iratcsomagokat, motorkerékpárokat, babakocsikat, filmtekercseket vidéki mozik számára és rokonoknak küldött csomagokat. Általában tiltották veszélyes anyagok, fegyverek, undort keltő küldemények, illetve nagyobb állatok fuvarozását. A rendszerváltás után a szolgáltatás erősen visszaszorult. Az útipoggyász fuvarozását a magyarországi vasútvállalatok 2004. április 1-jén szüntették meg. A kocsikísérői funkció is megszűnt, az utasoknak a még esetleg közlekedő poggyászkocsiban hagyott kézipoggyász biztonságáról maguknak kell gondoskodniuk. 

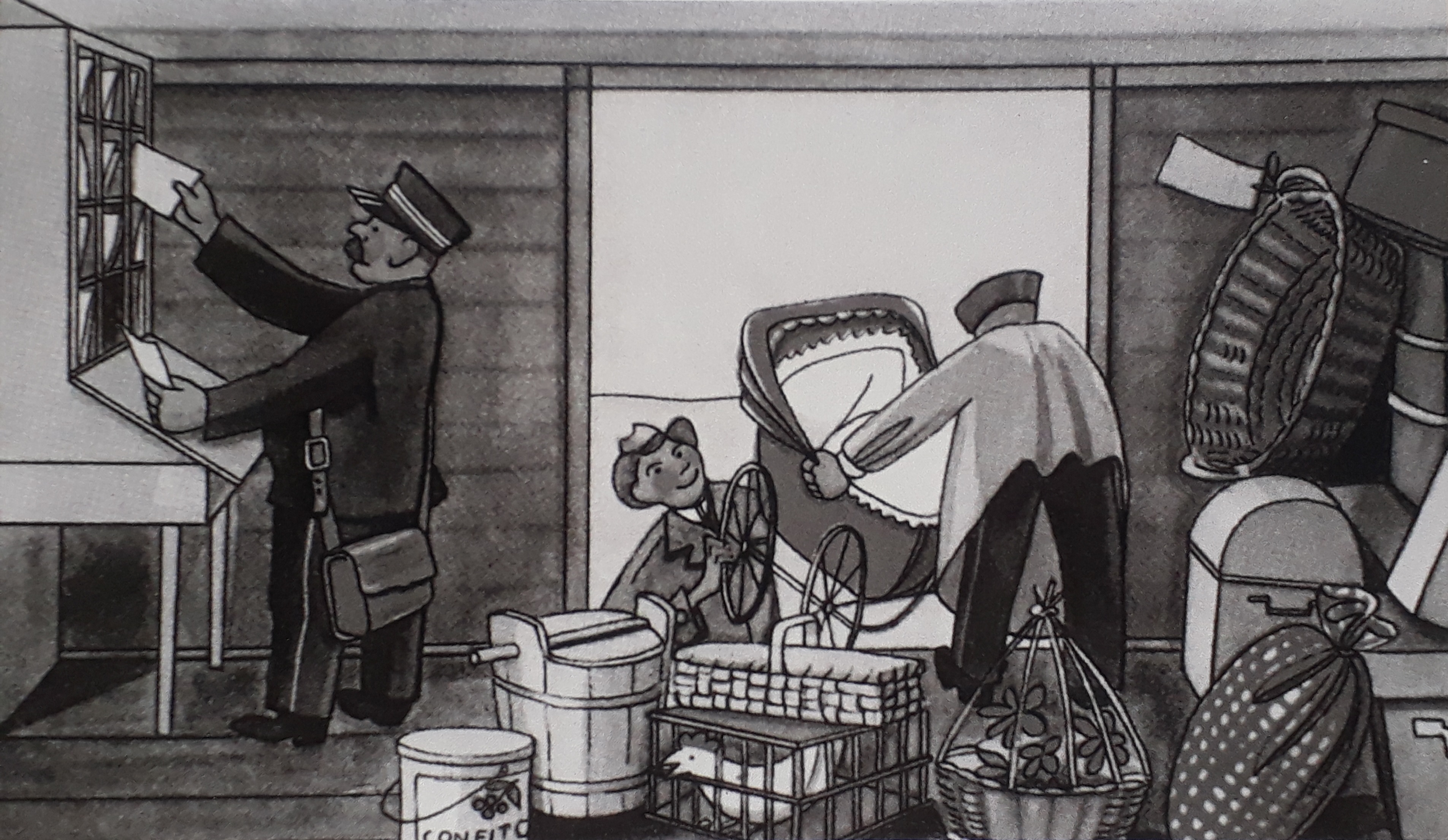
A kocsi személyzetének munkája a XX. század közepén
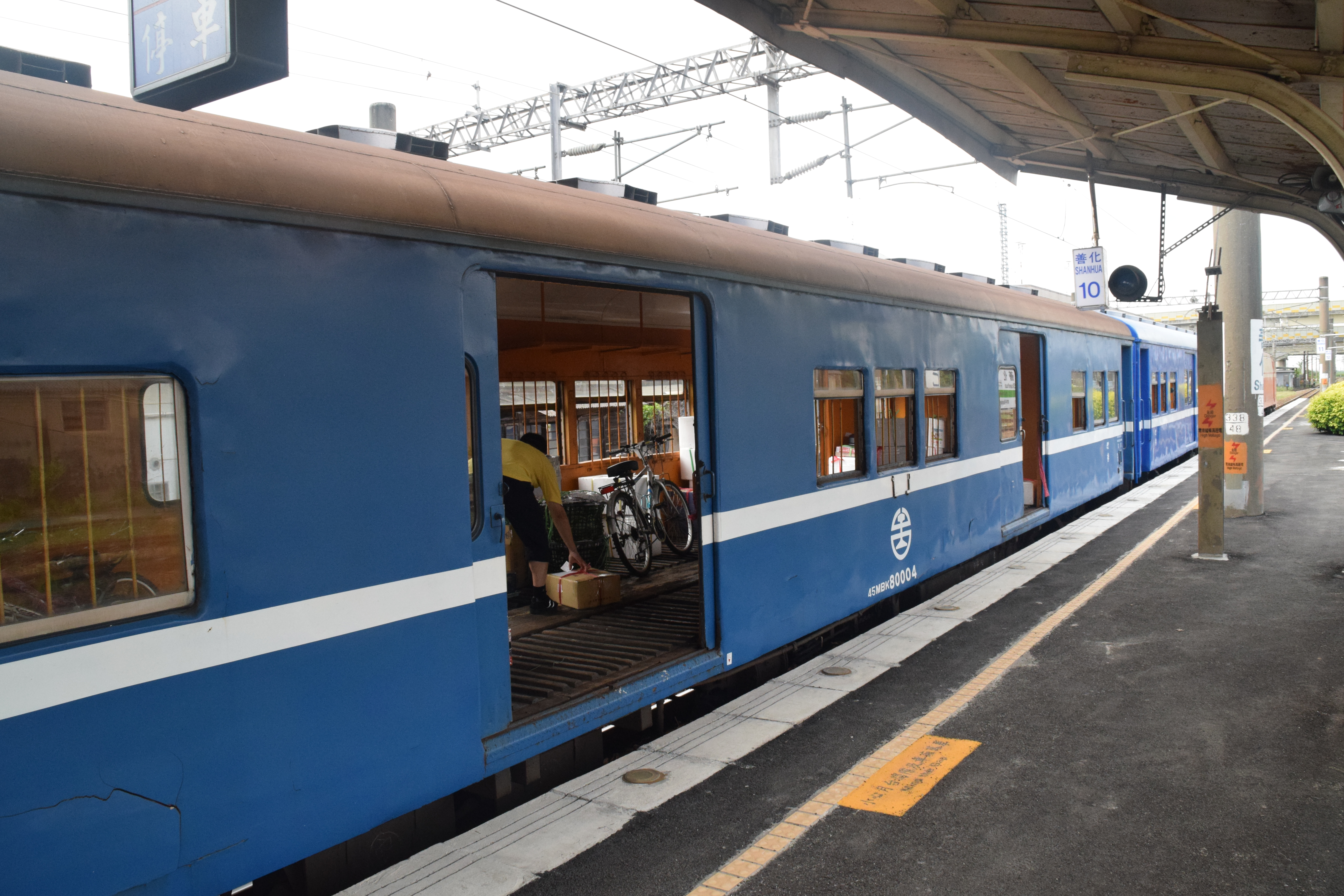
A csomagokat rendezik egy tajvani kocsin
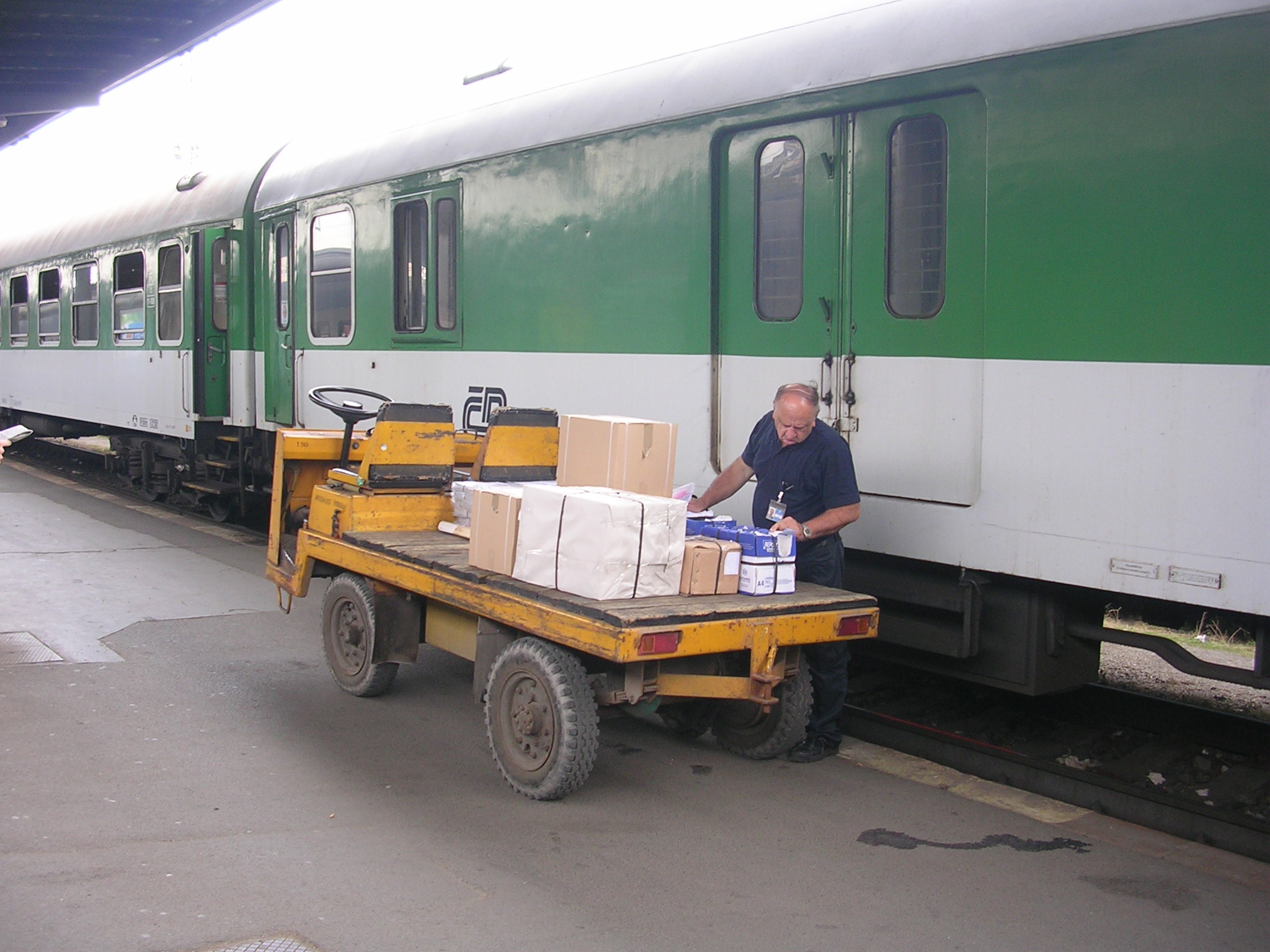
Állomási személyzet csomagot ad fel a poggyászkocsiba

### Kerékpárszállító kocsik
Az útipoggyász-fuvarozás megszűnése után kezdett jelentősen növekedni a vasúton szállított kerékpárok száma, ezért a volt poggyászkocsik zömét kerékpárszállító kocsiként közlekedtették tovább, jobbára a nyári időszakban. Ez a feladat a kocsik berendezésének megváltoztatását követelte meg. A kerékpárok mozgatását akadályozó biztonsági rácsokat és polcokat eltávolították, helyükre kerékpárakasztó kampókat szereltek fel. Az egykori poggyászkocsikra napjainkban leginkább a nyári kirándulóvonatok nagy kapacitású kerékpárszállító kocsijai emlékeztetnek. Ezeknek a menetrendi jele egy bőrönd, amelyre egy kerékpár piktogramját helyezték. Az ilyen kocsikon külön kocsikísérő utazik, aki a kerékpárosokat a ki-és berakodáskor segíti, a felakasztott kerékpárokat felügyeli, amíg tulajdonosaik az ülőhelyes kocsiban tartózkodnak. Ilyen vonatok közlekednek Budapestről, Záhonyból, Szegedről és Miskolcról a balatoni nyaralóhelyekre, illetve Budapestről a Tisza-tóhoz. A Magyarországon közlekedő kerékpárszállító kocsik a D fősorozathoz tartoznak.

### Autószállító kocsik
Az európai éjszakai személyszállítás több esetben is kínál autószállítást, ahol a személygépjárművek útipoggyászként feladhatók. Az autószállító emeletes poggyászkocsik szinte kizárólag az éjszakai forgalomban közlekednek. Az autószállító szolgáltatáshoz minden esetben tartozik egy külön e célra felszerelt be- és kirakodó vágány. Személyautó útipoggyászként történő feladása esetén a járművel legalább fél órával az indulás előtt meg kell jelenni a feladási állomáson, majd a tolatószemélyzet utasításait követve felhajtani a poggyászkocsira. A jármű leállítása, rögzítése és lezárása után az utas a számára kijelölt személykocsiba távozik. A poggyász kíséretlen küldeményként (poggyászkocsi-kísérő nélkül) utazik a célállomásig. A célállomáson az tulajdonos a járművet átvéve lehajthat a vonatról.
Magyarországon Siófok és a Keleti pályaudvar egy-egy vágánya volt autószállító kocsi fogadására berendezve, ide elsősorban Kelet-németországi nyaralók érkeztek. A Saxonia gyorsvonat megszűnése óta Magyarországról nem közlekedik ilyen vonat, illetve a Jadran gyorsvonat 2009-es leállítása óta nem is halad át az országon személygépjárműveket poggyászként szállító menetrend szerinti vonat. 

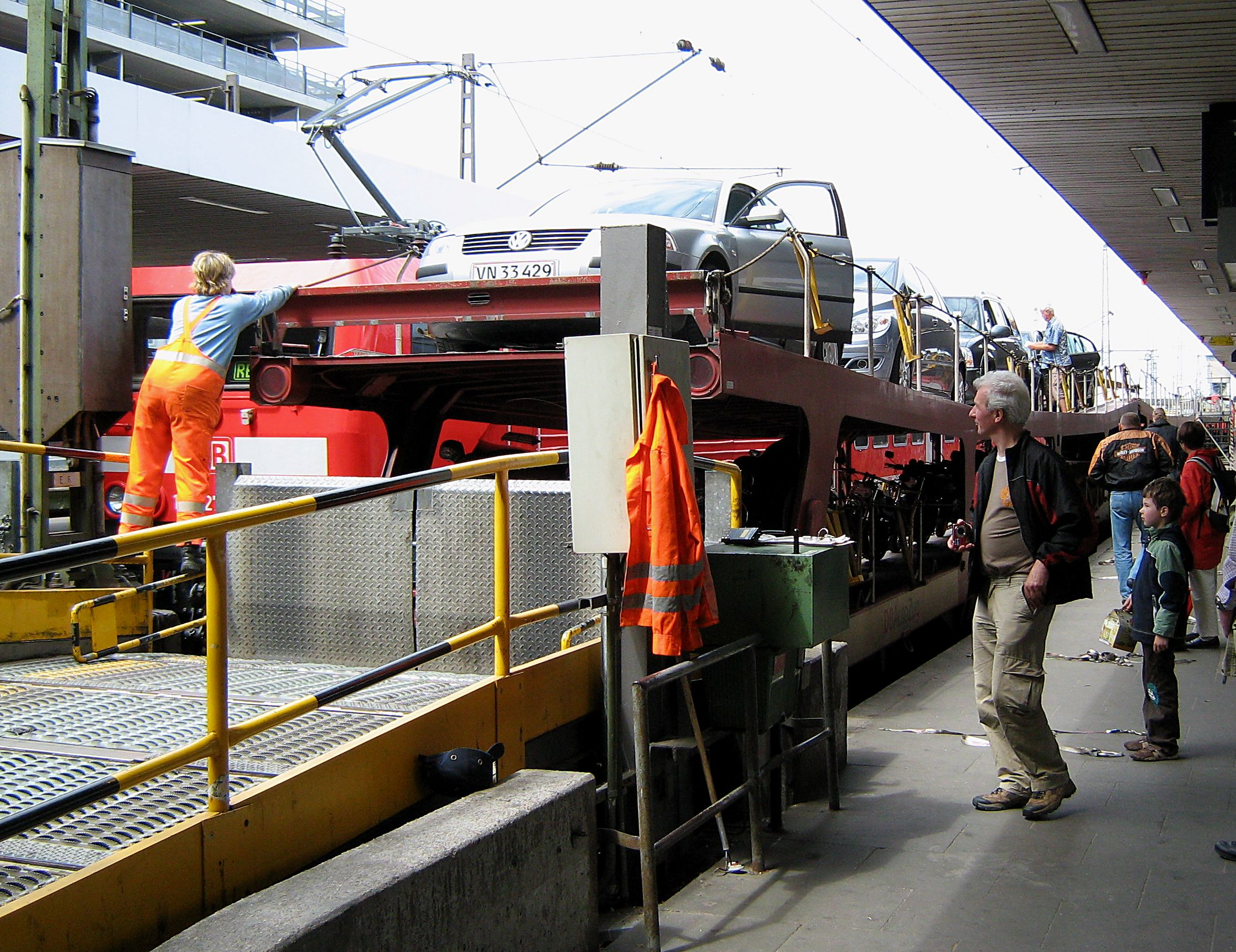
Személyautók feladása útipoggyászként Hamburgban
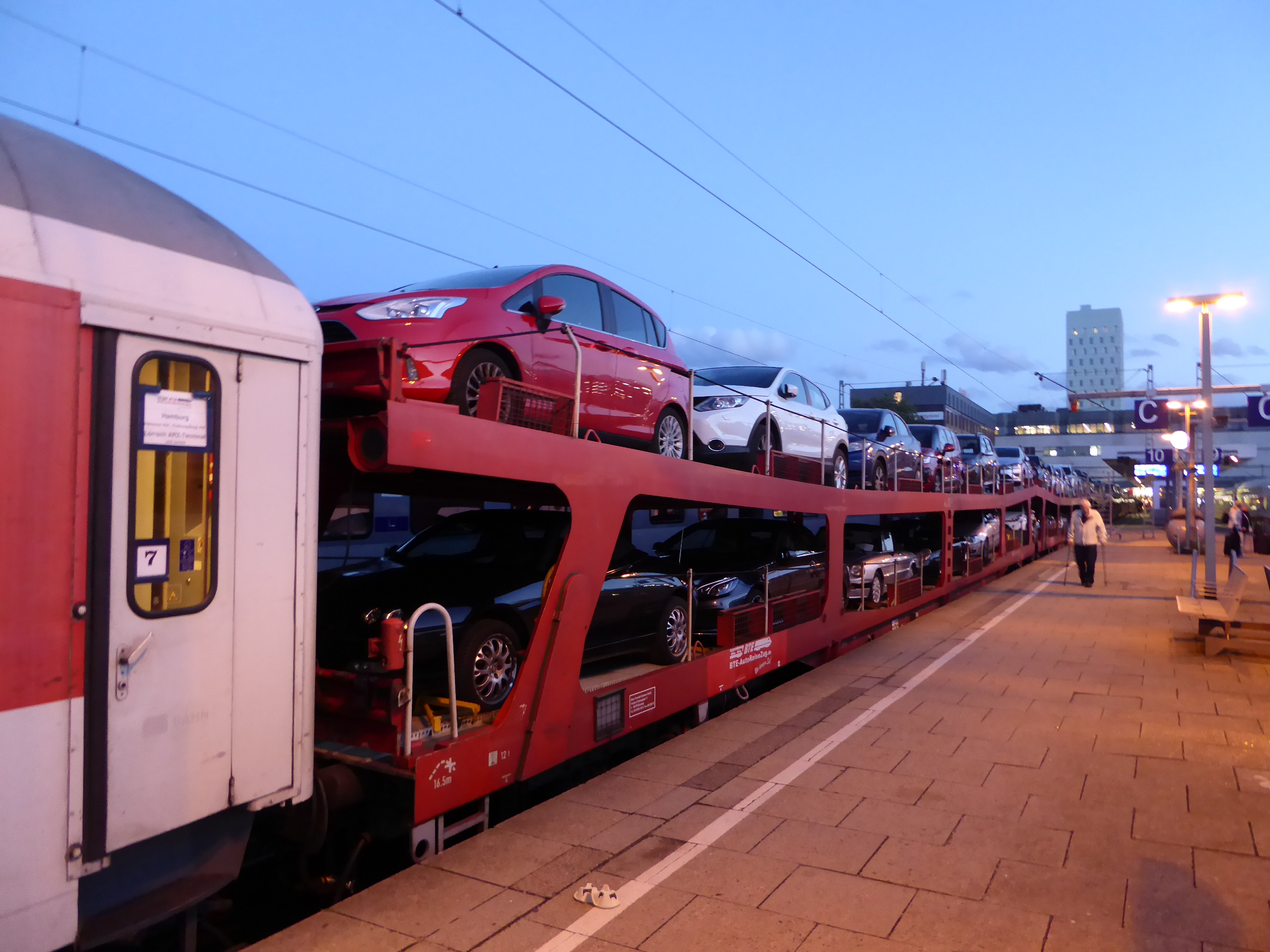
Útipoggyászként feladott járművek
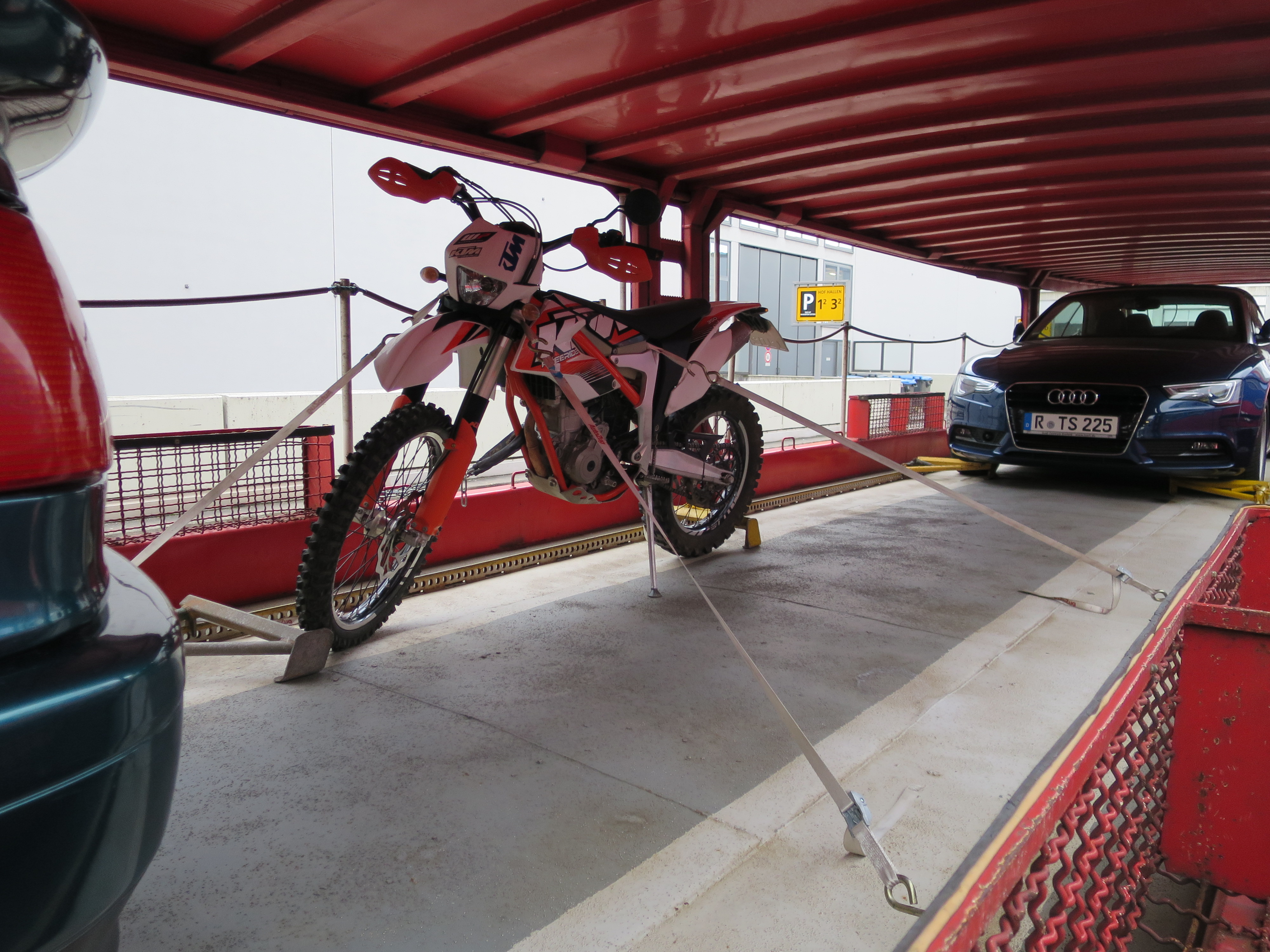
Útipoggyászként feladott járművek
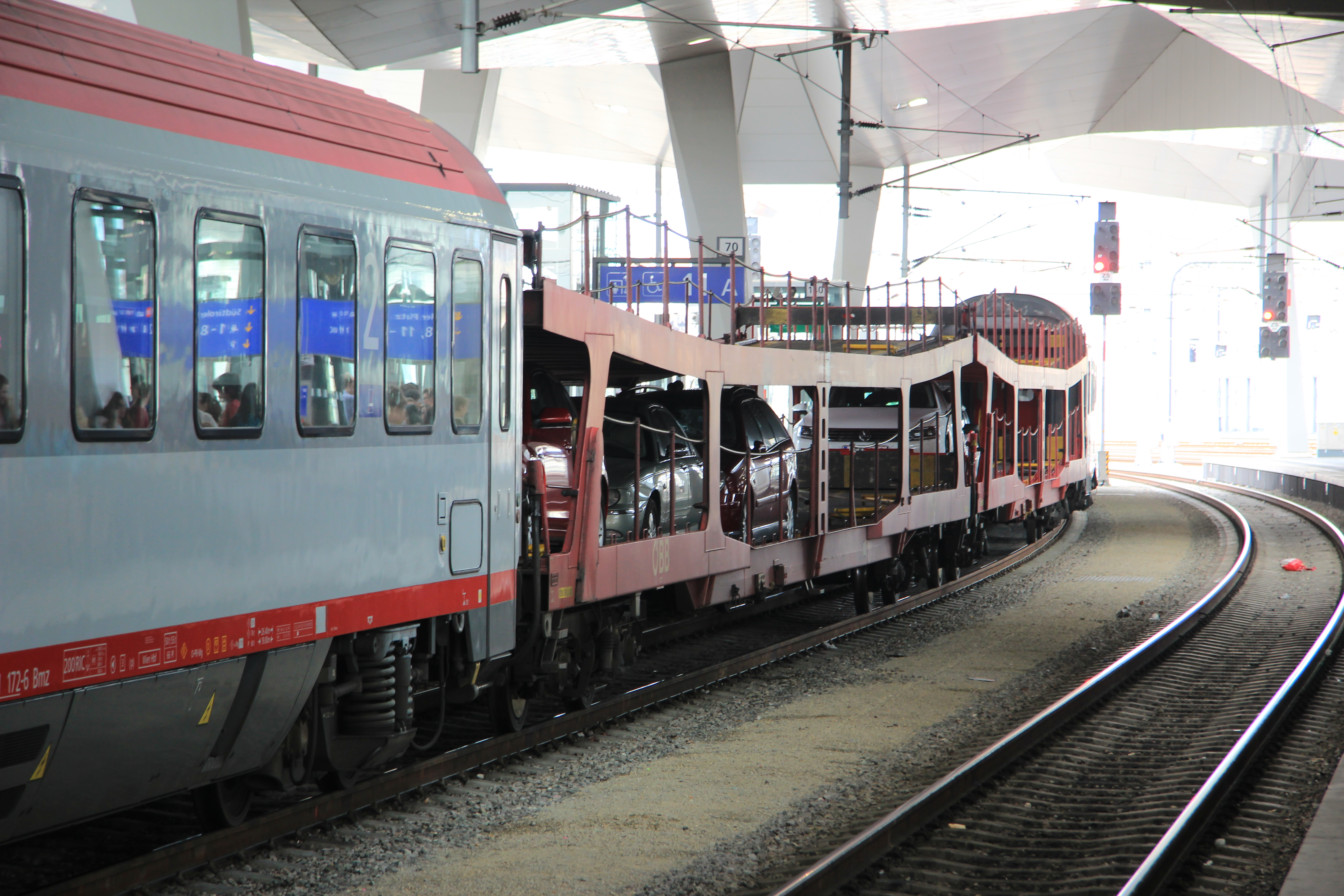
Autószállító poggyászkocsik Bécsben